# Línea 73 (EMT Valencia)
La línea 73 Tres Creus-Sant Isidre/Estació del Nord de la EMT de Valencia es una línea de autobús que une el barrio de San Isidro con el centro de la ciudad, enfrente de la Estación del Norte.

## Recorrido
Dirección Tres Creus-Sant Isidre: Xàtiva, Garrigues, Mercado Central, Carda, Quart, San José de la Montaña, Castán Tobeñas, Nou d'Octubre, Tres Cruces, Colonia Española de México (solo en horas de entrada a Centro Misedicordia), Tres Forques, Fray Junípero Serra, Archiduque Carlos,Camino Nuevo de Picaña ,Arquitecto Segura del Lago, Campos Crespo.
Dirección Estació del Nord: Campos Crespo, José Andreu Alabarta, Camino Nuevo de Picaña, Archique Carlos, Fray Junípero Serra, Tres Forques, Tres Cruces (Carril Bus), Casa Misedicordia (sólo en horas de entrada a Centro Misedicordia), Tres Cruces, Nou d'Octubre, Pechina, Brasil, Pérez Galdós, Maestro Guerrero, Fernando el Católico, Espinosa, Guillem Sorolla, Avenida del Oeste (Antigua Barón de Cárcer), San Pablo, Xàtiva.

## Historia
Se creó el 11 de mayo de 1995 para unir los barrios de San Isidro y la zona comercial del barrio de Campanar (Nuevo Centro e Hipercor) sin pasar por el centro de la ciudad. Comenzó un itinerario provisional por obras en San Isidro y llegó a pasar por el Mercado de Castilla circulando por las calles Llombai y José Maestre aunque luego se eliminó este recorrido para ir desde San Isidro por el bulevar de Tres Cruces para servir al Hospital General y también al Instituto de la Misedicordia en ciertas horas en días lectivos para después continuar por Tres Forques. Existió una propuesta de prolongarla hasta Burjasot pasando desde el casco histórico del municipio hasta el campus universitario en el año 2001, pero al final no se llevó a cabo. El 7 de julio de 2010 modificó su itinerario por el barrio de San Isidro por remodelación de calles, pasando a dar servicio a la estación de metro del barrio. El 30 de noviembre del 2012 pasa a tener la cabecera de Campanar en la calle Parra, donde la había tenido la desaparecida línea 17. En julio del 2016 sufre un cambio radical de trayecto debido al Plan de remodelación de líneas, pues desde San Isidro deja de pasar por Tres Cruces y en su lugar lo hace por la calle Fray Junípero Serra (tanto a la ida como a la vuelta), para luego volver al Hospital General y pasar por el barrio de l'Olivereta (haciendo parte del recorrido anterior de la línea 29 antes de ser remodelada), por Extramuros hasta la  Estación del Norte y volviendo por el Mercado Central ,tomando después la calle Quart hacia L'Olivereta de nuevo para volver al Hospital General y al llegar a San Isidro dejar de pasar por Mariano de Cavia a hacerlo desde Camino Nuevo de Picaña y Arquitecto Segura del Lago hasta Campos Crespo.

## Otros datos
| Líneas de autobuses que prestan servicio en Valencia |               |                  |
| Línea anterior:                                      | Línea actual: | Línea siguiente: |
| 72 Línea 72                                          | 73 Línea 73   | 79 Línea 79      |